# Sheila Kitzinger
Pour les articles homonymes, voir Kitzinger.
Sheila Kitzinger, née Sheila Helena Elizabeth Webster, le 29 mars 1929 et morte le 11 avril 2015, est une militante britannique de l'accouchement naturel et auteure de livres sur l'accouchement et la grossesse. Elle a écrit plus d'une vingtaine de livres, est l'un des membres fondateurs du National Childbirth Trust (en) et s'est fait connaître en tant que défenseuse passionnée et engagée pour le changement.

## Biographie
Kitzinger est née à Taunton, dans le Somerset. Elle est une anthropologue sociale spécialisée dans la grossesse, l'accouchement et la parentalité des bébés et des jeunes enfants. Elle fait campagne pour que les femmes aient les informations dont elles ont besoin pour faire des choix concernant l'accouchement et est une défenseure bien connue de l'allaitement. Elle rejoint le conseil consultatif du National Childbirth Trust (en) (NCT) en 1958 en tant qu'enseignante et formatrice.
Elle occupe des postes universitaires à l'Université d'Édimbourg et à l'Open University,, et est professeur honoraire à l' Université de West London (en), où elle enseigne la maîtrise en maïeutique à la Wolfson School of Health Sciences. Elle donne également des ateliers sur l'anthropologie sociale de la naissance et de l'allaitement. Elle écrit de nombreux articles et livres et est active dans la formation des sages-femmes au Royaume-Uni et à l'étranger. Elle donne de nombreuses conférences aux États-Unis et au Canada, dans les Caraïbes, en Israël, en Australie, en Amérique latine, en Afrique du Sud et au Japon ; et travaille comme consultante auprès de l'International Childbirth Education Association.
Elle croit fermement que toutes les femmes qui ne sont pas à haut risque devraient avoir le choix d' accoucher à domicile. Ses livres couvrent les expériences des femmes concernant l'allaitement, les soins prénataux, les plans de naissance, le déclenchement du travail, les péridurales, l' épisiotomie, les soins hospitaliers lors de l'accouchement, les expériences des enfants d'être présents à la naissance et le stress post-traumatique après l'accouchement. Certains de ses écrits sont controversés pour l'époque ; The Good Birth Guide (1979) a peut-être provoqué une rupture dans sa relation avec le NCT et elle est souvent en désaccord avec les opinions féministes radicales. Son travail est considéré comme influent dans le changement de la culture dans laquelle les femmes accouchent. Elle croyait que : « La naissance est une transition majeure de la vie. C'est - doit être - aussi une question politique, en termes de pouvoir du système médical, comment il exerce un contrôle sur les femmes et s'il leur permet de prendre des décisions concernant leur propre corps et leurs bébés ». Elle reçoit l'ordre de l'Empire britannique en 1982 en reconnaissance de ses services à l'éducation pour l'accouchement.
En 1987, elle fait une longue apparition à la télévision dans la première série d'After Dark (en) de Channel 4. À partir de la fin des années 1980, elle est rédactrice en chef de la série Issues in Women's Health de Pandora Press ; les livres de cette série comprennent son propre The Midwife Challenge, ainsi que The Politics of Breastfeeding de Gabrielle Palmer (en).
Kitzinger meurt d'un cancer dans l'Oxfordshire en 2015 après une courte maladie,,. Son autobiographie, A Passion for Birth: My Life: Anthropology, Family and Feminism, est publiée peu après sa mort. Elle s'est mariée en 1952 et a cinq filles ; l'une d'elles, Celia Kitzinger est universitaire et militante.

## Œuvres
- Demain nous aurons un enfant, Le Centurion : Resma, 1975 ((en) A Celebration of Birth: The Experience of Childbirth, 1962), trad. Annie Valaise, 230 p.  (ISBN 2-7036-1010-6)
- Préparer à l'accouchement, Pierre Mardaga, éditeur ((en) Education and counselling for childbirth, Macmillan Publishers, 1977), trad. Paulette Guillitte
- (en) The Good Birth Guide, Croom Helm, 1979
- Naissance à la maison, Éditions d'en bas, 1986 ((en) Birth at home, 1979), trad. Françoise Berthoud, 167 p.  (ISBN 9782829000836)
- (en) The Complete Book of Pregnancy and Childbirth, Dorling Kindersley, 1980
- (en) Birth Over 30, HarperCollins, 1982
- L'Expérience sexuelle des femmes, Éditions du Seuil, 1986 ((en) Woman's Experience of Sex, Penguin, 1983), trad. Marie-France de Paloméra, 382 p.
- Tu vas naître, Seuil, 1986 ((en) Being Born, Grosset & Dunlap, 1986  (ISBN 0-448-18990-9)), trad. Marie-France de Poloméra, 64 p.  (ISBN 2-02-009292-1)
- (en) Giving Birth, How it Really Feels, Victor Gollancz Ltd, 1987(en) Your Baby, Your Way, Pantheon Books, 1987(en) Breastfeeding Your Baby, Dorling Kindersley, 1989
- (en) The Crying Baby, Penguin Books, 1990  (ISBN 0-14-009410-5)
- (en) Pregnancy Day by Day: The Expectant Mother's Diary, Record Book, and Guide, Knopf, 1990  (ISBN 0-394-58751-0)(en) The Midwife Challenge (Issues in Women's Health series), Pandora Press, 1991  (ISBN 0-04-440845-5)
- (en) Ourselves as Mothers, Bantam, 1992  (ISBN 0-04-440742-4)
- (en) The Year after Childbirth: Surviving and Enjoying the First Year of Motherhood, Scribner, 1994  (ISBN 0-684-19615-8)
- (en) Birth over Thirty-Five, Sheldon Press, 1994  (ISBN 0-85969-691-X)
- (en) Becoming a Grandmother: A Life Transition, Simon & Schuster, 1997  (ISBN 0-684-19619-0)
- (en) Rediscovering Birth, Little, Brown, 2000  (ISBN 0-316-85393-3)
- (en) Birth Your Way: Choosing birth at home or in a birth centre, Dorling Kindersley, 2002
- (en) The New Pregnancy & Childbirth - Choices & Challenges, Dorling Kindersley, 2003
- (en) The New Experience of Childbirth, Orion, 2004
- (en) Understanding Your Crying Baby, Carroll & Brown, 2005
- (en) The Politics of Birth, Elsevier, USA, 2005
- (en) Birth Crisis, Routledge, 2006
- (en) Improving Maternity Services: Small Is Beautiful - Lessons from a Birth Centre (Avant-propos), Radcliffe Publishing Ltd, 2006
- (en) With Women: Midwives experiences: from shift work to continuity of care, David Vernon, 2007
- (en) Birth & Sex: The Power and the Passion, Pinter & Martin, 2012
- (en) A Passion for Birth: My Life: Anthropology, Family and Feminism, Pinter & Martin, 2015